# Factor V
O Factor V é um factor de coagulação (proacelerina ou protromboquinase). Na realidade não se trata de uma enzima, mas sim de um co-factor enzimático.
Existem algumas variantes deste factor, como o factor V Leiden.

## Leitura de apoio
- Nicolaes GA, Dahlback B (2002). «Factor V: Factor V and thrombotic disease: description of a janus-faced protein». ATVB. 22 (4): 530–538. PMID 11950687
- Segers K, Dahlback B, Nicolaes GA (2007). «Coagulation factor V and thrombophilia: background and mechanisms.». Thrombosis Haemost. 98 (3): 530–542. PMID 17849041
- Hooper WC, De Staercke C (2006). «The relationship between FV Leiden and pulmonary embolism». Respir. Res. 3. 8 páginas. PMC 64819. PMID 11806843. doi:10.1186/rr180
- Schrijver I, Houissa-Kastally R, Jones CD;  et al. (2002). «Novel factor V C2-domain mutation (R2074H) in two families with factor V deficiency and bleeding». Thromb. Haemost. 87 (2): 294–9. PMID 11858490
- Mann KG, Kalafatis M (2003). «Factor V: a combination of Dr Jekyll and Mr Hyde». Blood. 101 (1): 20–30. PMID 12393635. doi:10.1182/blood-2002-01-0290
- Duga S, Asselta R, Tenchini ML (2005). «Coagulation factor V». Int. J. Biochem. Cell Biol. 36 (8): 1393–9. PMID 15147718. doi:10.1016/j.biocel.2003.08.002
- Andreassi MG, Botto N, Maffei S (2006). «Factor V Leiden, prothrombin G20210A substitution and hormone therapy: indications for molecular screening». Clin. Chem. Lab. Med. 44 (5): 514–21. PMID 16681418. doi:10.1515/CCLM.2006.103
- Du X (2007). «Signaling and regulation of the platelet glycoprotein Ib-IX-V complex». Curr. Opin. Hematol. 14 (3): 262–9. PMID 17414217. doi:10.1097/MOH.0b013e3280dce51a